# Pero (geslacht)
Pero is een geslacht van vlinders uit de familie spanners (Geometridae). De wetenschappelijke naam van het geslacht is voor het eerst geldig gepubliceerd in 1855 door Gottlieb August Wilhelm Herrich-Schäffer.

## Soorten
- P. absenta Poole, 1987
- P. aeniasaria Walker, 1860
- P. albiorbis Prout, 1928
- P. albivena Warren, 1897
- P. alboculata Dognin, 1907
- P. algerna Schaus, 1901
- P. alticola Prout, 1928
- P. amanda Druce, 1898
- P. amica Butler, 1881
- P. amnicincta Prout, 1910
- P. amniculata Warren, 1907
- P. amyclaria Walker, 1860
- P. anceta Stoll, 1781
- P. angulosa Dognin, 1907
- P. arciogona Prout, 1933
- P. asilasaria Walker, 1860
- P. astapa Druce, 1892
- P. asterodia Druce, 1892
- P. atrapesaria Walker, 1860
- P. atridisca Dognin, 1906
- P. attagena Dognin, 1892
- P. aurunca Druce, 1892
- P. barbarata Dognin, 1892
- P. beatricaria Oberthür, 1883
- P. behrensaria Packard, 1871
- P. bicolor Warren, 1895
- P. bicurvata Warren, 1901
- P. binasata Warren, 1906
- P. brynhilda Prout, 1928
- P. buckleyi Butler, 1881
- P. caliginosa Dognin, 1913
- P. carrerasi Giacomelli, 1911
- P. castanea Warren, 1904
- P. castraria Schaus, 1898
- P. caustomeris Prout, 1928
- P. cetana D. Jones, 1921
- P. cinnamomina Prout, 1928
- P. circumflexata Prout, 1928
- P. clysiaria Felder & Rogenhofer, 1875
- P. collenettei Prout, 1934
- P. consimilis Warren, 1907
- P. constrictifascia Warren, 1897
- P. corata Schaus, 1901
- P. coronata Warren, 1904
- P. corosha Lévêque, 2010
- P. crepera Prout, 1928
- P. crocallaria Guenée, 1858
- P. curuma Schaus, 1901
- P. curvifera Dognin, 1914
- P. cyclodaria Felder & Rogenhofer, 1875
- P. decora Butler, 1881
- P. delauta Warren, 1907
- P. denticulata Butler, 1881
- P. dichomensis Prout, 1933
- P. disjuncta Warren, 1906
- P. dorsipunctata Warren, 1900
- P. edentaria Guenée, 1858
- P. elmonjensis Dognin, 1900
- P. erubescens Maassen, 1890
- P. exquisita Thierry-Mieg, 1894
- P. externa Warren, 1896
- P. externata Warren, 1905
- P. flavisaria Grossbeck, 1906
- P. flora D. Jones, 1912
- P. foeda Warren, 1906
- P. fortunata (Dognin, 1892)
- P. fraterna Warren, 1907
- P. fusaria Walker, 1860
- P. fusca Warren, 1901
- P. gamuza Dognin, 1894
- P. garuparia Felder, 1874
- P. geminipuncta Warren, 1905
- P. giganteus Grossbeck, 1910
- P. gonopteraria Guenée, 1858
- P. habenaria Guenée, 1858
- P. hanebaria D. Jones, 1921
- P. haxairei Lévêque, 2006
- P. hoedularia Guenée, 1858
- P. hoffmannii Prout, 1933
- P. homodoxa Prout, 1928
- P. honestaria (Walker, 1860)
- P. hubneraria Guenée, 1858
- P. immundaria Walker, 1866
- P. imperfectaria Guenée, 1858
- P. incisa Dognin, 1889
- P. incompta Warren, 1900
- P. inconstans Butler, 1881
- P. infantilis Warren, 1897
- P. inferna Warren, 1907
- P. inviolata Hulst, 1898
- P. isotenes Prout, 1928
- P. janichoni Lévêque, 2007
- P. jimenezaria Dognin, 1890
- P. jonesaria Schaus, 1897
- P. juruana Butler, 1881
- P. kayei Prout, 1928
- P. lactelineata Warren, 1907
- P. lasiocampodes Dognin, 1907
- P. latifascia Poole, 1987
- P. leptoina Prout, 1928
- P. lessema Schaus, 1901
- P. ligera Schaus, 1901
- P. lignata Warren, 1897
- P. lindigi Felder & Rogenhofer, 1875
- P. longisecta Prout, 1928
- P. lustraria Guenée, 1858

- P. macdunnoughi Cassino & Swett, 1922
- P. macneilli R.M. Brown, 2007
- P. maculicosta Warren, 1897
- P. mathanaria Oberthür, 1883
- P. mathilda Butler, 1881
- P. melissa Druce, 1892
- P. meskaria Packard, 1876
- P. messidora Thierry-Mieg, 1894
- P. minetraria Oberthür, 1912
- P. minima Butler, 1881
- P. minopenaria Oberthür, 1912
- P. mitraria Oberthür, 1912
- P. mizon Rindge, 1955
- P. mnasilaria Oberthür, 1912
- P. modestus Grossbeck, 1910
- P. mollis Butler, 1881
- P. moritzi Felder & Rogenhofer, 1875
- P. morrisonaria H. Edwards, 1881
- P. muzoides
- P. nerisaria Walker, 1860
- P. nigra Warren, 1904
- P. norma Prout, 1910
- P. nucleata Warren, 1907
- P. nyctopa Prout, 1934
- P. obscurior Warren, 1897
- P. obtusaria Prout, 1928
- P. occidentalis (Hulst, 1896)
- P. ochreicosta Dognin, 1913
- P. ochriplaga Warren, 1901
- P. ochriscripta Warren, 1904
- P. odonaria Oberthür, 1883
- P. ogmopaea Prout, 1928
- P. olivacea Warren, 1904
- P. pala Dognin, 1896
- P. palmirensis Prout, 1910
- P. pallidior Thierry-Mieg, 1916
- P. parambensis Dognin, 1907
- P. paranaria Schaus, 1897
- P. parva Schaus, 1901
- P. periculosaria Oberthür, 1883
- P. plagodiata Warren, 1897
- P. plenilunata Warren, 1904
- P. poaphilaria Guenée, 1858
- P. polygonaria Herrich-Schäffer, 1855
- P. poolei Herbulot, 1990
- P. propinqua Dognin, 1913
- P. pulverosa Warren, 1895
- P. pumaria Felder & Rogenhofer, 1875
- P. radiosaria Hulst, 1886
- P. ramulata Bastelberger, 1908
- P. rapinaria Guenée, 1858
- P. rapta Prout, 1928
- P. ravida Warren, 1905
- P. rectisectaria Herrich-Schäffer, 1855
- P. refellaria Guenée, 1858
- P. rotundata Warren, 1900
- P. rumina Druce, 1892
- P. saturata Walker, 1867
- P. scitaria Oberthür, 1883
- P. scotica Hübner, 1823
- P. semibrunnea Warren, 1906
- P. semiusta Butler, 1881
- P. simplex Warren, 1907
- P. solitaria Schaus, 1911
- P. speciosata Guenée, 1858
- P. spectrata Felder & Rogenhofer, 1875
- P. spitzi Prout, 1928
- P. spongiata Guenée, 1858
- P. steinbachi Prout, 1928
- P. stolidata Guenée, 1858
- P. stuposaria Guenée, 1858
- P. tabitha Maassen, 1890
- P. teleclyta Prout, 1928
- P. trena Dognin, 1899
- P. uniformis Warren, 1897
- P. variaria Walker, 1860
- P. vecina Schaus, 1901
- P. velutina Warren, 1900
- P. vulpecula Dognin, 1904
- P. xylinaria Guenée, 1858
- P. xylochromaria Walker, 1860
- P. xylonaria Oberthür, 1883
- P. zalissaria Walker, 1860